# Willem Bruno van Albada
Willem Bruno van Albada (1941) is een Nederlandse modeontwerper. Hij was in de jaren 60 van de 20e eeuw de partner van de Nederlandse schrijver Gerard Reve. 
Zijn door Reve gebruikte bij- of koosnaam luidt 'Teigetje'. Als Teigetje komt hij regelmatig voor in de boeken van Van het Reve. Zo komen we Teigetje onder andere tegen in Lieve Jongens, Nader tot U, De taal der liefde en Ik had hem lief.
Het boek Bezorgde Ouders is zelfs te beschouwen als een hommage aan Van Albada. Van Albada en Reve woonden vanaf 1964 samen in het Friese dorp Greonterp in Huize Het Gras.
In 1969 voegde Henk van Manen zich bij het tweetal. De koosnaam voor Van Manen was 'Woelrat' en in die hoedanigheid komt ook hij voor in boeken van Reve. Het trio woonde tot 1974 samen, in dat jaar verhuisde Reve naar Frankrijk. Van Albada en Van Manen verkozen samen een leven en toekomst in Nederland. Beiden stortten zich op de mode met het label 'Teigetje & Woelrat'.